# Pouzol
Pouzol ist eine französische Gemeinde mit 270 Einwohnern (Stand 1. Januar 2022) im Département Puy-de-Dôme in der Region Auvergne-Rhône-Alpes (vor 2016 Auvergne). Sie gehört zum Arrondissement Riom und zum Kanton Saint-Georges-de-Mons (bis 2015 Menat).

## Geographie
Pouzol liegt etwa 28 Kilometer nordnordwestlich von Riom und etwa 44 Kilometer nordnordwestlich von Clermont-Ferrand. Umgeben wird Pouzol von den Nachbargemeinden Servant im Norden und Nordwesten, Saint-Gal-sur-Sioule im Norden und Nordosten, Marcillat im Osten, Saint-Pardoux im Südosten, Saint-Rémy-de-Blot im Süden und Südwesten sowie Menat im Westen.

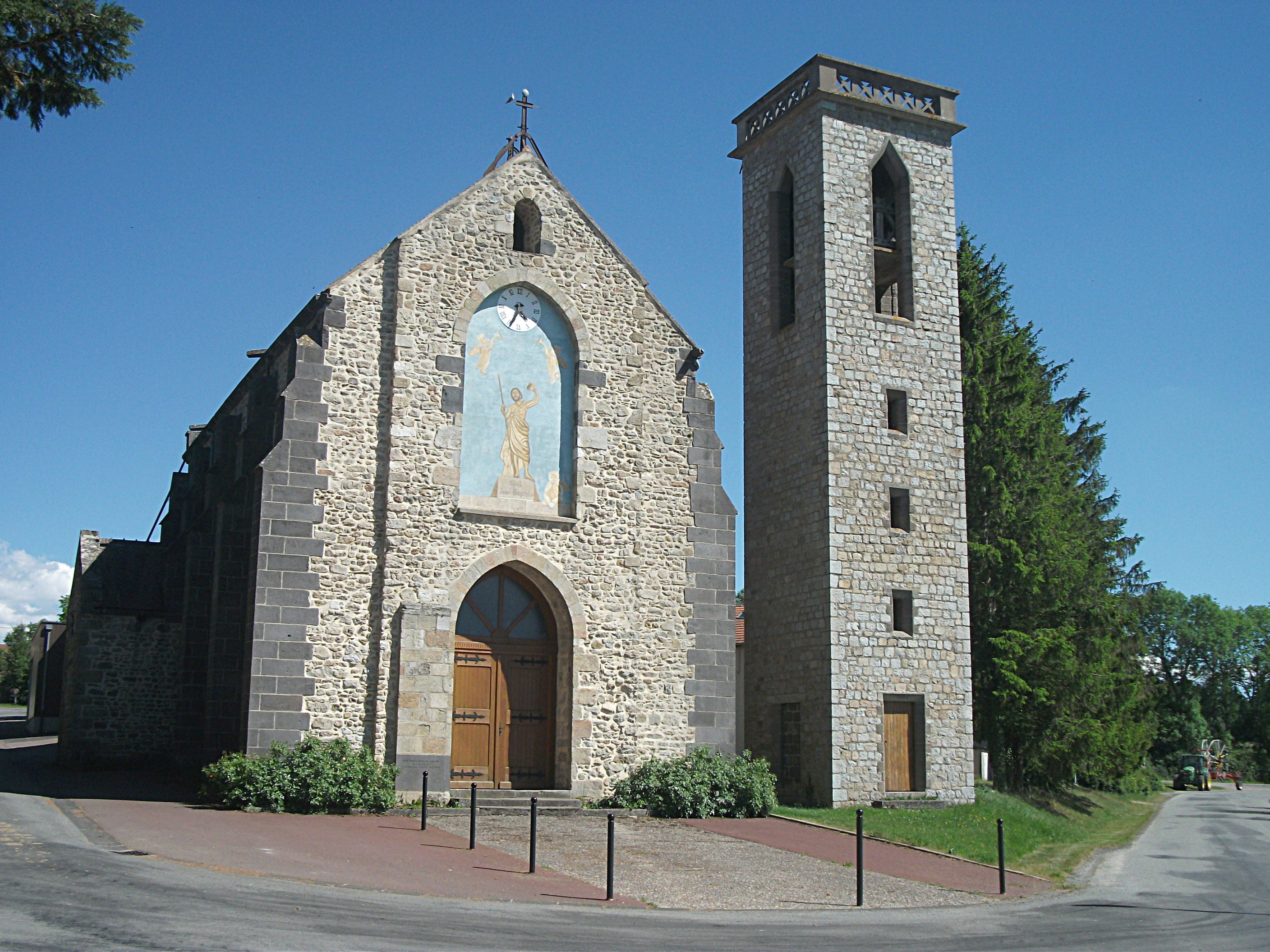
Kirche

## Bevölkerungsentwicklung
| Jahr                       | 1962 | 1968 | 1975 | 1982 | 1990 | 1999 | 2006 | 2013 |
| Einwohner                  | 316  | 294  | 251  | 211  | 181  | 200  | 251  | 282  |
| Quellen: Cassini und INSEE |      |      |      |      |      |      |      |      |

## Sehenswürdigkeiten
- Kirche Saint-Victor